# پارالمپیک زمستانی ۲۰۱۸
بازی‌های پارالمپیک زمستانی ۲۰۱۸ یازدهمین دوره از پارالمپیک زمستانی است که از ۹ مارس تا ۱۸ مارس ۲۰۱۸ در پیونگ‌چانگ کره جنوبی برگزار شد. 
این دوره، دومین میزبانی کره جنوبی از پارالمپیک پس از میزبانی سئول از پارالمپیک تابستانی ۱۹۸۸ بود.

## گزینش میزبان
براساس قراردادی که در سال ۲۰۰۱ بین کمیته بین‌المللی المپیک و کمیته بین‌المللی پارالمپیک بسته شد، میزبان المپیک در هرسال، میزبانی پارالمپیک را نیز برعهده دارد. 
پیونگ‌چانگ در ۱۲۳مین نشست کمیته بین‌المللی المپیک که در سال ۲۰۱۱ به میزبانی دوربان برگزار شد، با اختلاف میزبانی را به‌دست آورد.
| نتیجه رأی‌گیری برای گزینش میزبان | نتیجه رأی‌گیری برای گزینش میزبان | نتیجه رأی‌گیری برای گزینش میزبان |
| شهر                             | کشور                            | آراء                            |
| ------------------------------- | ------------------------------- | ------------------------------- |
| پیونگ‌چانگ                       | کره جنوبی                       | ۶۳                              |
| مونیخ                           | آلمان                           | ۲۵                              |
| انسی                            | فرانسه                          | ۷                               |

## آیین گشایش
آیین گشایش این دوره از بازی‌ها در روز نخست، ۹ مارس ۲۰۱۸ در ورزشگاه المپیک پیونگ‌چانگ که اختصاصا برای این بازی‌ها ساخته شده بود، برگزار شد.

## ورزش‌ها
در این دوره از بازی‌ها، ۸۰ رویداد در ۶ رشته ورزشی برگزار شد. در این دوره، اسنوبردسواری به یک رشته مجزا تبدیل شد و ده رویداد مدال طلا ذیل آن برگزار شد. در پارالمپیک زمستانی ۲۰۱۴، این ورزش بخشی از اسکی آلپاین بود و تنها دو رویداد مدال در آن گنجانده شده بود.
- اسکی آلپاین (۳۰) (جزئیات)
- ورزش دوگانه (۱۸) (جزئیات)
- اسکی صحرانوردی (۲۰) (جزئیات)
- پارا هاکی روی یخ (۱) (جزئیات)
- اسنوبردسواری (۱۰) (جزئیات)
- کرلینگ با ویلچر (۱) (جزئیات)

## تقویم
در جدول زیر، تقویم بازی‌ها به تفکیک ارائه شده است. بخش‌های آبی به برگزاری رویدادها اشاره دارد؛ درحالی‌که رنگ زرد نماد بازی‌های نهایی (برگزاری دور پایانی برای مدال طلا) اشاره دارد. 
| ● | آیین گشایش |  | رقابت‌ها |  | رویداد نهایی | ● | آیین پایانی |

| مارس             | Fri 9th | Sat 10th | Sun 11th | Mon 12th | Tue 13th | Wed 14th | Thu 15th | Fri 16th | Sat 17th | Sun 18th | طلا مدال‌ها |
| ---------------- | ------- | -------- | -------- | -------- | -------- | -------- | -------- | -------- | -------- | -------- | ---------- |
| آیین‌ها           | OC      |          |          |          |          |          |          |          |          | CC       | —          |
| اسکی آلپاین      |         | ۶        | ۶        |          | ۶        | ۶        |          |          | ۳        | ۳        | ۳۰         |
| دوگانه           |         | ۶        |          |          | ۶        |          |          | ۶        |          |          | ۱۸         |
| اسکی صحرانوردی   |         |          | ۲        | ۴        |          | ۶        |          |          | ۶        | ۲        | ۲۰         |
| پارا اسکی روی یخ |         | ●        | ●        | ●        | ●        | ●        | ●        | ●        | ●        | ۱        | ۱          |
| اسنوبردسواری     |         |          |          | ۵        |          |          |          | ۵        |          |          | ۱۰         |
| کرلینگ با ویلچر  |         | ●        | ●        | ●        | ●        | ●        | ●        | ●        | ۱        |          | ۱          |
| کل               | ۰       | ۱۲       | ۸        | ۹        | ۱۲       | ۱۲       | ۰        | ۱۱       | ۱۰       | ۶        | ۸۰         |

## کشورهای شرکت‌کننده
| کشورهای شرکت‌کننده |
| --- |
| - آندورا (۱) - آرژانتین (۲) - ارمنستان (۱) - استرالیا (۱۲) - اتریش (۱۳) - بلاروس (۱۴) - بلژیک (۲) - بوسنی و هرزگوین (۱) - برزیل (۳) - بلغارستان (۱) - کانادا (۵۲) - شیلی (۴) - چین (۲۶) - کرواسی (۷) - جمهوری چک (۲۱) - دانمارک (۱) - فنلاند (۱۳) - فرانسه (۱۲) - گرجستان (۲) - آلمان (۲۰) - بریتانیای کبیر (۱۴) - یونان (۱) - مجارستان (۲) - ایسلند (۱) - ایران (۵) - ایتالیا (۲۶) - ژاپن (۳۸) - قزاقستان (۶) - کره شمالی (۲) - کره جنوبی (۹۹) (میزبان) - مکزیک (۱) - مغولستان (۱) - هلند (۹) - ورزشکاران بی‌طرف پارالمپیک (۳۰) - نیوزیلند (۳) - نروژ (۳۲) - لهستان (۹) - رومانی (۱) - صربستان (۱) - اسلواکی (۱۱) - اسلوونی (۱) - اسپانیا (۳) - سوئد (۲۴) - سوئیس (۱۳) - تاجیکستان (۱) - ترکیه (۱) - اوکراین (۲۰) - ایالات متحده آمریکا (۶۸) - ازبکستان (۱) |

- روسیه در این دوره از بازی‌ها در پی اثبات حمایت دولتی از دوپینگ در این کشور، توسط کمیته بین‌المللی پارالمپیک محروم شد.[۱۷]

با این حال، این کمیته مجوز داد تا ورزشکاران روسیه به عنوان ورزشکاران بی‌طرف در این مسابقات شرکت کنند. ۳۰ ورزشکار در ۵ رشته به رقابت پرداختند. آنها با پرچم کمیته بین‌المللی پارالمپیک در این دوره از بازی‌ها در آیین گشایش و پایانی شرکت کردند.
- چهار کشور بیشتر از دوره پیشین در این دوره شرکت کردند. گرجستان، کره شمالی و تاجیکستان نخستین دوره حضور خود در پارالمپیک زمستانی را تجربه کردند،[۱۹]  درحالی‌که مجارستان کاروانش را پس از شرکت نکردن در ۲۰۱۴، به این دوره اعزام کرد. تاجیکستان تنها کشوری بود که یک  ورزشکار را به این بازی‌ها اعزام کرد اما هیچ ورزشکاری را به المپیک زمستانی ۲۰۱۸ اعزام نکرد.
- روی هم رفته، ۱۳۳ زن در این دوره از رقابت‌ها شرکت کردند.[۲۰]

## جدول نهایی
*   کشور میزبان (کره جنوبی)
| رتبه            | کشور                      | طلا | نقره | برنز | مجموع |
| --------------- | ------------------------- | --- | ---- | ---- | ----- |
| ۱               | ایالات متحده آمریکا       | ۱۳  | ۱۵   | ۸    | ۳۶    |
| ۲               | ورزشکاران بی‌طرف پارالمپیک | ۸   | ۱۰   | ۶    | ۲۴    |
| ۳               | کانادا                    | ۸   | ۴    | ۱۶   | ۲۸    |
| ۴               | فرانسه                    | ۷   | ۸    | ۵    | ۲۰    |
| ۵               | آلمان                     | ۷   | ۸    | ۴    | ۱۹    |
| ۶               | اوکراین                   | ۷   | ۷    | ۸    | ۲۲    |
| ۷               | اسلواکی                   | ۶   | ۴    | ۱    | ۱۱    |
| ۸               | بلاروس                    | ۴   | ۴    | ۴    | ۱۲    |
| ۹               | ژاپن                      | ۳   | ۴    | ۳    | ۱۰    |
| ۱۰              | هلند                      | ۳   | ۳    | ۱    | ۷     |
| ۱۱              | سوئیس                     | ۳   | ۰    | ۰    | ۳     |
| ۱۲              | ایتالیا                   | ۲   | ۲    | ۱    | ۵     |
| ۱۳              | بریتانیای کبیر            | ۱   | ۴    | ۲    | ۷     |
| ۱۴              | نروژ                      | ۱   | ۳    | ۴    | ۸     |
| ۱۵              | استرالیا                  | ۱   | ۰    | ۳    | ۴     |
| ۱۶              | فنلاند                    | ۱   | ۰    | ۲    | ۳     |
| ۱۶              | نیوزیلند                  | ۱   | ۰    | ۲    | ۳     |
| ۱۶              | کره جنوبی*                | ۱   | ۰    | ۲    | ۳     |
| ۱۹              | کرواسی                    | ۱   | ۰    | ۱    | ۲     |
| ۲۰              | قزاقستان                  | ۱   | ۰    | ۰    | ۱     |
| ۲۰              | چین                       | ۱   | ۰    | ۰    | ۱     |
| ۲۲              | اتریش                     | ۰   | ۲    | ۵    | ۷     |
| ۲۳              | اسپانیا                   | ۰   | ۱    | ۱    | ۲     |
| ۲۴              | سوئد                      | ۰   | ۱    | ۰    | ۱     |
| ۲۵              | بلژیک                     | ۰   | ۰    | ۱    | ۱     |
| ۲۵              | لهستان                    | ۰   | ۰    | ۱    | ۱     |
| مجموع (۲۶ کشور) | مجموع (۲۶ کشور)           | ۸۰  | ۸۰   | ۸۱   | ۲۴۱   |